# Crkva sv. Anastazije u Samoboru
Crkva sv. Anastazije je rimokatolička crkva u gradu Samoboru, zaštićeno kulturno dobro.

## Opis dobra
Crkva je podignuta na povišenom podzidanom platou u središtu naselja na mjestu starije srednjovjekovne crkve. Gradio ju je majstor Hans Allio iz Celja od 1671. do 1675. godine u oblicima manirizma. Jednobrodna crkva sa širokom svijetlom lađom i po tri bočne kapele ima izduženo poligonalno završeno svetište poduprto kontraforima. Svođena je bačvastim svodom sa šiljastim susvodnicama i poprečnim pojasnicama. Glavno pročelje je jednostavno, monumentalno, zabatno i asimetrično zbog zvonika koji je ugrađen u lijevi ugao. Portal glavnog ulaza oblikovan je u duhu renesanse kao i zvonik, koji je u 18. st. dobio baroknu lukovicu preoblikovanu u 19. st. Crkva je središnji vizualni element grada.

## Zaštita
Pod oznakom Z-1461 zavedena je kao nepokretno kulturno dobro – pojedinačno, pravna statusa zaštićena kulturnog dobra, klasificirano kao "sakralna graditeljska baština".